# I Kikan
Durant la Seconde Guerre mondiale, l'opération I Kikan, ou Iwakuro Kikan, est une mission de renseignement et de liaison de l'armée impériale japonaise et de l'armée nationale indienne. Menée par le colonel Hideo Iwakuro, elle succédait à l'opération F Kikan en liaison avec la ligue pour l'indépendance indienne et l'armée nationale indienne commandée par Mohan Singh. Après l'arrivée au pouvoir de Subhas Chandra Bose, elle fut remplacée par l'opération Hikari Kikan (en).